# Leo Pérez Minaya
Leo Pérez Minaya (nacido el jueves 28 de septiembre de 1939) es un empresario, escritor, desarrollador, e ingeniero dominicano-estadounidense residente de Santo Domingo, República Dominicana. Es el actual Presidente de la Cámara de Comercio Dominicano-Israelí y miembro del Programa de Guardianes de la Embajada de los Estados Unidos (conocido como "United States Embassy Warden Program" en inglés). El objetivo de ese programa es proteger a ciudadanos estadounidenses en situaciones de emergencia que se puedan presentar durante su estadía en la República Dominicana.
Pérez Minaya es el fundador y expresidente de Democrats Abroad República Dominicana, así como el exvicepresidente Regional para el Continente Americano de la Comisión en el Exterior del Partido Demócrata de los Estados Unidos de América (Democratic Party Committee Abroad, DPCA). Escribe una columna de opinión cada quince días en el periódico dominicano, HOY.

## Biografía
Pérez Minaya nació el jueves 28 de septiembre de 1939. Se licenció en Ingeniería Civil por la Universidad de Puerto Rico en 1963 y obtuvo un Máster en Ingeniería Civil por la Universidad de Stanford en 1965.

### Trayectoria
Durante la década de 1980, Pérez Minaya trabajó como contratista en USAID la Misión en la República Dominicana y dirigió el Proyecto de Conservación de Energía y Desarrollo de Recursos. El proyecto comprendía una planificación y guía efectiva para el gobierno en los problemas energéticos. Durante este tiempo, fue director del proyecto PIDE, un proyecto bajo la supervisión del Ministerio de Educación con el objetivo de mejorar el sistema escolar en las zonas rurales de la parte sur de República Dominicana.
En la década de 1980, Pérez Minaya fue el director de Infratur para el Banco Central de República Dominicana, donde tenía la responsabilidad de desarrollar la infraestructura turística de la República Dominicana. Más adelante, Leo Pérez Minaya concibió e implementó las ideas conceptuales y diseño del Cap Cana proyecto de resort turístico. También ha estado involucrado en grandres proyectos turísticos en la parte este de la República Dominicana. Pérez Minaya tiene una participación activa en el desarrollo de condominios turísticos de lujo en el Resort Cap Cana.
Fue profesor universitario a tiempo completo en la Escuela de Ingeniería en la Universidad de Puerto Rico, Mayagüez durante más de una década. También ayudó a desarrollar cientos de proyectos de viviendas de interés social en Puerto Rico.
En 2010, el gobierno de la República Dominicana, a través de la Secretaría de Asuntos Exteriores, nombró a Pérez Minaya uno de los miembros honorarios del National Border Council, una organización que tiene la responsabilidad de controlar los problemas de seguridad, desarrollo de infraestructuras, fuentes alternativas de energía, inmigración y construcción de colegios y hospitales. Pérez Minaya también asiste regularmente a encuentros informales de grupos científicos de discusión sobre astronomía, teoría de la evolución, derechos humanos, y medio ambiente.

### Participación política
Pérez Minaya es el fundador y expresidente de  Democrats Abroad en la República Dominicana además de ser el exvicepresidente Regional para el Continente Americano de la Comisión en el Exterior del Partido Demócrata de los Estados Unidos de América (Democratic Party Committee Abroad, DPCA). Del 2006 al 2012, fue miembro de la Comisión Nacional Demócrata(DNC) y fue miembro activo del Comité Hispano del DNC. Durante las elecciones presidenciales de 2008, él fue un superdelegado. En 2008, el entonces candidato a la presidencia Barack Obama nombró a Pérez Minaya miembro de su Comité Nacional de Finanzas así como representante del Partido Democráta para Latinoamérica.
En 2010, Pérez Minaya fue nombrado administrador del Comité de Campaña Senatorial Democráta. Durante las elecciones de 2016, Pérez Minaya fue miembro del Consejo de Finanzas Latino para la Campaña de Hillary Clinton y apareció en programas de televisión de habla hispana.

## Vida personal
Pérez Minaya está casado con Altagracia Saba y tiene cinco hijas y un hijo.